# سوراخ‌کاری اندام جنسی

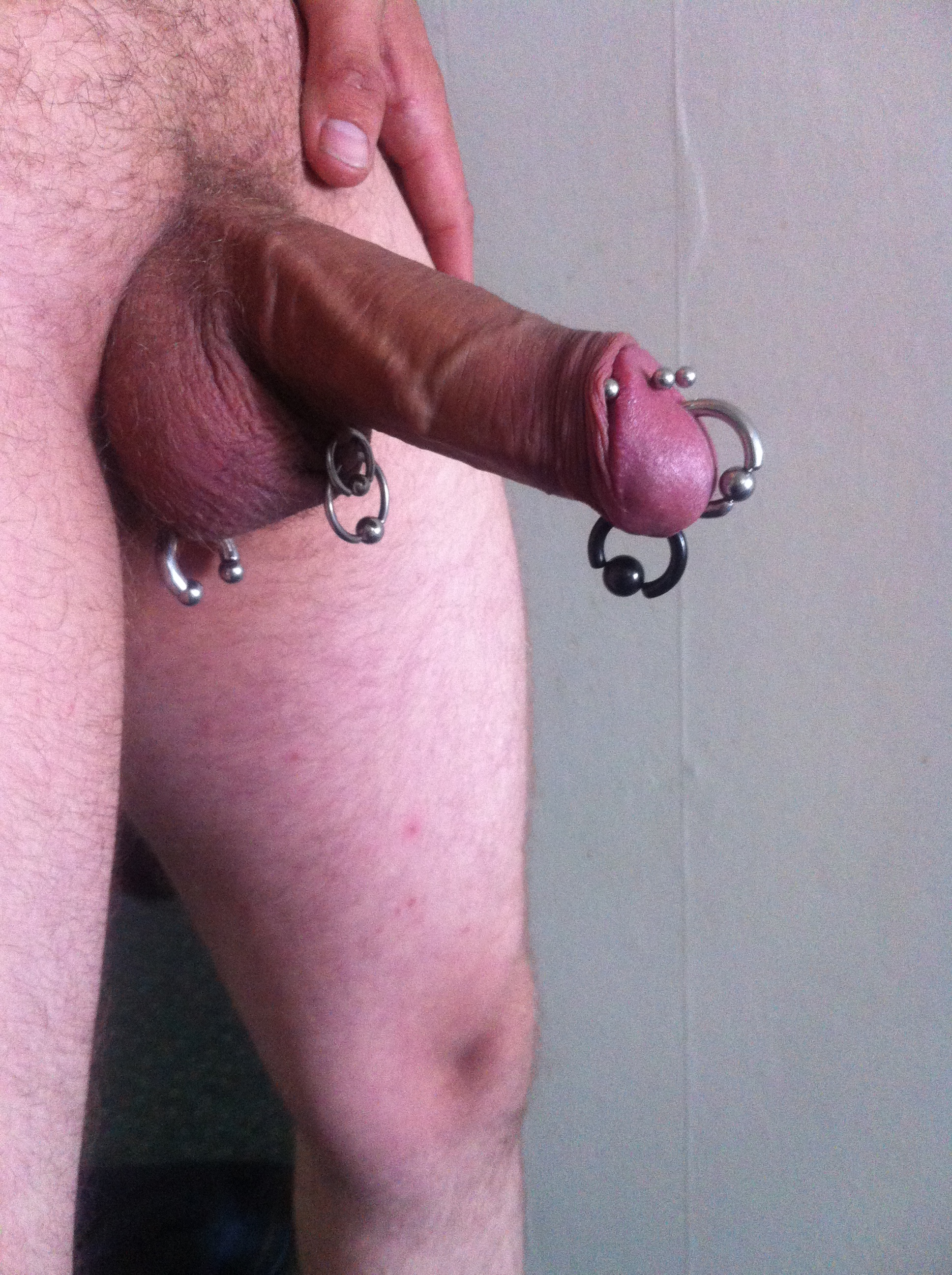
مدل شاهزاده آلبرت، معکوس شاهزاده آلبرت و دیدو.

سوراخ‌کاری اندام جنسی یا پیِرسینگ ژِنیتال گونه‌ای سوراخ‌کاری بدن است که در آن، بخشی از اندام جنسی به منظور قرار دادن جواهرات، سوراخ می‌شود. از جمله اندام‌هایی که می‌توان این کار را روی آن‌ها صورت داد می‌توان به مقعد، میان‌دوراه و تپه ونوس اشاره کرد. گاهی نیز ممکن است این کار بدون سوراخ کردن اندام جنسی صورت گیرد همچون سوراخ کاری مقعد یا میان‌دوراه. این کار، با تنوع گونه‌ها هم برای زنان ممکن است و هم برای مردان. از جمله انگیزه‌های انجام سوراخ‌کاری را می‌توان زیباسازی و متفاوت‌سازی بدن و در برخی مواقع افزایش تحریک جنسی دانست.

## تاریخچه
تاریخ‌دانان آغاز پدیده سوراخ‌کاری روی اندام جنسی را از ناحیه آسیای جنوب شرقی، از قبایلی از هند گرفته تا بورنئو می‌دانند. در برخی راهنماهای سکس، همچون کاما سوترا نوشته شده در قرن دوم میلادی، از سوراخ‌کاری اندام جنسی، به‌طور مثال مدل مردانه آپادراویا، صحبت به میان آمده‌است.
مدل آمپالانگ که شکل آن افقی و نه عمودی است، در قبایل گوناگون ساراواک و صباح در جزیره بورنئو یافت شده‌است. در کشورهای غربی مردم نخستین بار از راه مشاهدات کاشفان قرن نوزده با این کار آشنا شدند. کاشف هلندی، آنتون ویلن در اثر خود به نام در مرکز بورنئو: از پونتیانک به ساماریندا به سال ۱۸۹۷، مشاهدات خود دربارهٔ شیوه انجام آمپالانگ را این گونه توصیف می‌کند:
| Left image alt text                                                 |  | Right image alt text                                   |
| گذشته: دو مرد داجک با سوراخ‌کاری مدل آمپالانگ در بورنئو به سال ۱۹۲۰. |  | کنون: زنی با با یک حلقه افقی روی چوچوله‌اش به سال ۲۰۱۳. |

″مردان جوان، خال‌کوبی می‌کردند و این کار توسط آن‌ها به میزان کمی انجام می‌شد؛ کم‌تر از زنان؛ چراکه این کار درد داشت و مردان برای رسیدن به مردانگی کامل می‌بایست این کار را می‌کردند و این موضوع دیگری است. آن‌ها سوراخی روی حشفه ایجاد می‌کردند به این صورت که: ابتدا نوک کیر را با قرار دادن بین دو بند که از جنس بامبو باود، بی‌حس می‌کردند. سپس با قرار دادن سوزنک‌های کِپفِرمِن، که پیش‌تر از جنس بامبو ساخته می‌شده، حشفه را سوراخ می‌کردند. بعد بامبوها را به همراه سوزنک‌ها بیرون می‌آوردند و به زخم‌ها اجازه می‌داند تا مداوا شوند. بعد از این جریان، حلقه یا سوزنک‌های مسی که مربع‌های چوبی بدان‌ها وصل بود و به‌طور ماندگاری سخت‌کار بودند، را داخل سوراخ‌ها می‌گذاشتند. به ویژه مردان شجاع و قوی از این کار، و گذاشتن دندان‌های بزرگ خوششان می‌آمد. آن‌ها گاهی دو حلقه در مسیرهای متفاوت قرار می‌دادند. این کار تا خوب شدن فرد یک ماه طول می‌کشید و فرد دردی در هنگام عمل حس می‌کرد که قابل تحمل بود. ″
برخلاف سوراخ‌کاری نوک پستان، که در اواخر قرن ۱۹ مد شده بود، سوراخ‌کاری دیگر اندام‌های جنسی تا اواسط قرن ۲۰ در کشورهای غربی هنوز جا نیفتاده بود. در دهه ۱۹۷۰، سوراخ‌کاری اندام جنسی جای خود را در جامعه تغییردهندگان بدن در شهر لس آنجلس و توسط افرادی چون جیم وارد و دوگ مالوی، باز کرد. همچنین جنبش «آغازین‌های نوین» در دهه ۱۹۸۰ از سوراخ‌کاری اندام جنسی پشتیبانی کرد. امروزه این کار به گونه‌ای خرده‌فرهنگ زیرمجموعه فرهنگ تغییر بدن تبدیل شده‌است.
با آغاز قرن ۲۱، سوراخ‌کاری اندام جنسی به طرز روزافزونی همه‌گیر شد؛ به گونه‌ای که مشاهیری همچون جنت جکسون، کریستینا آگیلرا، کاترینا واترز کشتی‌گیر، فانتاسیا بارینو و پیت دوهرتی اعتراف کردند که یا مایلند سوراخ‌کاری روی اندام جنسیشان صورت گیرد یا پیش‌تر این کار را کرده‌اند. امروزه در میان جوانان و به‌ویژه دانشجویان کالج‌ها این کار رواج دارد. ماریلین دابلیو ادموندز، استادیار بالینی در دانشگاه جانز هاپکینز می‌گوید:
″زنانی که روی اندام جنسیشان سوراخ‌کاری کرده‌اند، دیگر از نظر اجتماعی جداافتاده یا عضو فرهنگ «پانک» که رفتارهایشان از نظر اجتماعی «تحریک‌آمیز» قلمداد شود، نیستند. طی ۳۰ سال گذشته سوراخ‌کاری اندام جنسی رایج شده و زنان به دلایل گوناگون اقدام به این کار می‌کنند. ″

## گونه‌ها

### مردانه
نوک کیر، پوست نوک کیر، کیسه بیضه و میان‌دوراه از جمله جاهایی هستند که می‌توان سوراخ‌کاری را روی آن‌ها انجام داد.

#### نوک کیر
از جمله سوراخ‌کاری‌ها روی سرنره می‌توان به آمپالانگ که به صورت افقی و آپادراویا که به صورت عمودی از نوک کیر عبور می‌کنند، اشاره کرد. سوراخ‌کاری شاهزاده آلبرت از کناره افقی و معکوس آن از کناره عمودی نوک کیر عبور می‌کند. سوراخ‌کاری دیدو از لبه تاجی‌شکل نوک کیر عبور می‌کند. به جز دیدو، باقی همه از پیشابراه عبور می‌کنند و این بیش‌تر رایج است؛ چرا که ادرار استریل، سبب جلوگیری از عفونت و در نتیجه، بهبود سریع‌تر می‌گردد.
این گونه سوراخ‌کاری‌ها تحریک جنسی بیش‌تری را برای مرد به ارمغان می‌آورند و لذت جنسی را برای شریک وی نیز بیش‌تر می‌کنند. سوراخ‌کاری روی حشفه یا نوک کیر بیش‌ترین و مستندترین گونه سوراخ‌کاری انجام گرفته در تاریخ است.

#### پوست نوک کیر
سوراخ‌کاری غلفه تنها زمانی قابل اجرا است که مرد ختنه نشده باشد. در سوراخ‌کاری لگام (frenum Piercing) جسم زینتی از پوست زیرین نوک (سر) کیر است عبور می‌کند. لازم به یادآوری است که این قسمت در مردان ختنه شده وجود ندارد. سوراخ‌کاری هافادا (Hafada Piercing) روی پوست کیسه بیضه انجام می‌شود. سوراخ‌کاری لروم در نقطه اتصال کیر با کیسه بیضه صورت می‌گیرد. نردبان جیکوب نیز از پوست نوک کیر تا کیسه بیضه می‌تواند کار گذاشته شود. این نوع سوراخ‌کاری‌ها بیش‌تر برای جنبه زیبایی و نه تحریک جنسی انجام می‌شوند.

### زنانه
از جمله بخش‌های اندام جنسی زنانه که قابل سوراخ‌کاری باشند می‌شود به تپه ونوس، کلیتوریس، غلفه، لبه‌های داخلی و خارجی و دهلیز کس اشاره کرد.

#### چوچوله
از آنجا که چوچوله اندام کوچکی است، سوراخ‌کاری آن نیز کم‌تر رایج است. در واقع رایج‌ترین نوع سوراخ‌کاری در زنان، سوراخ‌کاری غلفه است که هم می‌شود به صورت افقی و هم عمودی انجامش داد. در این مدل همچنین می‌توان جسم زینتی را در قسمت عمیق‌تری از غلفه جای داد. سوراخ‌کاری ایزابلا کار پیچیده‌ای است؛ چراکه به صورت عمودی از حشفه چوچوله عبور می‌کند.

#### لبه‌ها
سوراخ‌کاری لبه می‌تواند بر روی لبه بزرگ یا لبه کوچک صورت گیرد. سوراخ‌کاری مثلثی در ناحیه پایانی لبه کوچک انجام می‌شود؛ جایی که لبه به غلفه اتصال پیدا می‌کند. این سوراخ‌کاری زیر حشفه چوچوله و به صورت افقی است. سوراخ‌کاری چین فرج (Fourchette piercing) نیز گونه‌ای از سوراخ‌کاری زنانه است که کم‌تر رایج است. سوراخ‌کاری شاهزاده آلبرتینا در واقع هم‌تای مردانه خود یعنی سوراخ‌کاری شاهزاده آلبرت است که از دیواره میزراه عبور می‌کند.

#### تپه ونوس
سوراخ‌کاری کریستینا که گونه‌ای سوراخ‌کاری سطحی است، در قسمت پایینی تپه ونوس که لبه‌های بزرگ و کوچک به یکدیگر می‌رسند، قرار می‌گیرد. این گونه مشابه سوراخ‌کاری نفرتیتی، که در واقع تلفیقی است از سوراخ‌کاری افقی غلفه و کریستینا.

## انگیزه‌ها
سوراخ‌کاری اندام جنسی نیز همچون دیگر گونه‌های سوراخ‌کاری، برای فردی که این کار را روی بدنش انجام می‌دهد امری رضایت‌بخش است و آن را زیبا می‌داند. همچنین گونه‌ای حس خاص بودن نیز به فرد القا می‌شود. برای برخی ممکن است سوراخ‌کاری در اندام جنسیشان، تحریک و لذت جنسی را هنگام آمیزش یا خودارضایی افزایش دهد. سوراخ‌کاری زنانه تنها برای خود زن ولی سوراخ کاری مردانه با تحریک مهبل یا کون شریک جنسی‌اش می‌تواند همراه باشد. زنان دایاک در ساراواک ترجیح می‌دهند مردان سوراخ‌کاری آمپالانگ کرده باشند و معتقدند که‌آمیز بدون آن، کم‌تر لذت دارد. آن‌ها می‌گویند:
زنان دایاک حق دارند که از مردشان بخواهد سوراخ‌کاری آمپالانگ کند و چنانچه وی نپذیرد، آن‌ها باید جدا شوند. سکس بدون آن هچون برنج ساده و با آن همچون برنج بانمک است.
برای مردان میزراه حساس ممکن است با جواهر یا جسم زینتی به کار رفته در سوراخ‌کاری تحریک شود. در زنان نیز هر گونه سوراخ‌کاری که از نزدیک یا داخل چوچوله عبور کند، برای آنان لذت‌بخش خواهد بود. حتی گفته می‌شود که سوراخ‌کاری مثلثی می‌تواند قسمتی از چوچوله را که هرگز تحریک نمی‌شود، چه در آمیزش و چه در خودارضایی، تحریک کند.

## ملاحظات قانونی
در ایالات متحده آمریکا سوراخ‌کاری اندام جنسی کسی که زیر ۱۸ سال سن داشته باشد، غیرقانونی است. این بدین سبب است که کارهای صورت گرفته در این گونه سوراخ‌کاری‌ها ممکن است با سوء استفاده جنسی از کودکان همراه باشد.  در دیگر کشورها قوانین گوناگونند. در بیش‌تر کشورهای اروپایی، کودکان برای انجام این کار می‌بایست یا از طرف بزرگ‌تر خود یک رضایت‌نامه داشته باشند یا اینکه وی را به همراه خود در محل انجام سوراخ‌کاری ببرند. حتی در کشورهایی که قانونی در رابطه با سوراخ‌کاری اندام جنسی کودکان ندارند، بسیاری از فن‌ورزان از انجام این کار سرباز می‌زنند؛ چراکه کودکان از لحاظ بدنی ممکن است به رشد کافی نرسیده باشند.